# Corallium ducale
Corallium ducale is een zachte koraalsoort uit de familie Coralliidae. De koraalsoort komt uit het geslacht Corallium. Corallium ducale werd voor het eerst wetenschappelijk beschreven door Bayer. 